# Hogna dauana
Hogna dauana är en spindelart som beskrevs av Roewer 1959. Hogna dauana ingår i släktet Hogna och familjen vargspindlar.
Artens utbredningsområde är Etiopien. Inga underarter finns listade i Catalogue of Life.